# Gulf Breeze
Gulf Breeze is een plaats (city) in de Amerikaanse staat Florida, en valt bestuurlijk gezien onder Santa Rosa County.

## Demografie
Bij de volkstelling in 2000 werd het aantal inwoners vastgesteld op 5665.
In 2006 is het aantal inwoners door het United States Census Bureau geschat op 6446, een stijging van 781 (13.8%).

## Geografie
Volgens het United States Census Bureau beslaat de plaats een oppervlakte van
61,0 km², waarvan 12,3 km² land en 48,7 km² water. Gulf Breeze ligt op ongeveer 5 m boven zeeniveau.

## Plaatsen in de nabije omgeving
De onderstaande figuur toont nabijgelegen plaatsen in een straal van 16 km rond Gulf Breeze.